# Cheirocarpochela sinica
Cheirocarpochela sinica is een vlokreeftensoort uit de familie van de Cheirocratidae. De wetenschappelijke naam van de soort is voor het eerst geldig gepubliceerd in 2006 door Ren & Andres.